# Aho-Girl
Aho-Girl (jap. アホガール Aho gāru, dosł. „Głupia dziewczyna”) – czteropanelowa manga autorstwa Hiroyukiego, publikowana na łamach magazynu „Shūkan Shōnen Magazine” od listopada 2012. W lipcu 2015 została przeniesiona do czasopisma „Bessatsu Shōnen Magazine”, gdzie ukazywała się do grudnia 2017.
Na podstawie mangi studio Diomedéa wyprodukowało serial anime, który emitowano od lipca do września 2017.

## Fabuła
Historia opowiada o codziennym życiu licealistki Yoshiko Hanabatake. Zgodnie z tytułem, jest ona znana z niezwykłej głupoty zarówno w nauce, jak i w relacjach społecznych. Nieustannie spędza ona czas na denerwowaniu swojego pilnego i poważnego przyjaciela z dzieciństwa, Akuru Akutsu, którego matka Yoshiko chce, aby poślubiła. Yoshiko zaprzyjaźnia się z rozsądną i opanowaną Sayaką Sumino, która wraz z Akuru stara się trzymać Yoshiko na wodzy. Przewodnicząca Komitetu Moralności Publicznej nie lubi pełnej werwy Yoshiko, ale gdy Akuru daje jej kilka luźnych komplementów, przewodnicząca zakochuje się w nim i zaczyna go prześladować, jednocześnie tłumiąc swoje zboczone myśli. Yoshiko zaprzyjaźnia się również z Ryuichim Kurosakim, delikwentem, który uważa Yoshiko za liderkę gangu, grupką dzieci z placu zabaw, grupą gyaru i innymi uczniami oraz pracownikami szkoły.

## Bohaterowie
- Yoshiko Hanabatake (jap. 花畑 よしこ Hanabatake Yoshiko)

Seiyū: Aoi Yūki 
- Akuru Akutsu (jap. 阿久津 明 Akutsu Akuru)

Seiyū: Tomokazu Sugita, Makoto Koichi (dziecko) 
- Sayaka Sumino (jap. 隅野 さやか Sumino Sayaka)

Seiyū: Sayaka Harada 
- Fuki Iincho (jap. 風紀委員長 Fūki Iinchō)

Seiyū: Sumire Uesaka 
- Yoshie Hanabatake (jap. 花畑 よしえ Hanabatake Yoshie)

Seiyū: Yōko Hikasa 
- Pies (jap. 犬 Inu)

Seiyū: Daisuke Namikawa 
- Fuki Iincho (jap. 風紀委員長 Fūki Iinchō)

Seiyū: Sumire Uesaka 
- Ryuuichi Kurosaki (jap. 黒崎 龍一 Kurosaki Ryūichi)

Seiyū: Taku Yashiro 
- Ruri Akutsu (jap. 阿久津 瑠璃 Akutsu Ruri)

Seiyū: Sayaka Senbongi 
- Atsuko Oshieda (jap. 押枝 あつこ Oshieda Atsuko)

Seiyū: Rina Satō 
- Akane Eimura (jap. 栄村 茜 Eimura Akane)

Seiyū: M·A·O 
- Kii Hiiragi (jap. 柊 姫衣 Hīragi Kii)

Seiyū: Rena Maeda 
- Kuroko Shiina (jap. 椎名 黒子 Shīna Kuroko)

Seiyū: Yuka Iguchi 

## Manga
Pierwszy rozdział Aho Girl ukazał się 28 listopada 2012 w magazynie „Shūkan Shōnen Magazine”. One-shot będący crossoverem z serią Love Hina został wydany 27 sierpnia 2014. Począwszy od wydania z lipca 2015, manga została przeniesiona do magazynu „Bessatsu Shōnen Magazine”, gdzie ukazywała się do 9 grudnia 2017. Wydawnictwo Kōdansha zebrało ją w 12 tankōbonach, wydawanych od 17 maja 2013 do 15 grudnia 2017.
| Nr | Data wydania (język japoński) | ISBN (język japoński)  |
| -- | ----------------------------- | ---------------------- |
| 1  | 17 maja 2013                  | ISBN 978-4-06-384871-7 |
| 2  | 17 października 2013          | ISBN 978-4-06-394954-4 |
| 3  | 17 kwietnia 2014              | ISBN 978-4-06-395057-1 |
| 4  | 16 sierpnia 2014              | ISBN 978-4-06-395166-0 |
| 5  | 15 stycznia 2015              | ISBN 978-4-06-395293-3 |
| 6  | 15 maja 2015                  | ISBN 978-4-06-395393-0 |
| 7  | 9 marca 2016                  | ISBN 978-4-06-395610-8 |
| 8  | 7 października 2016           | ISBN 978-4-06-395754-9 |
| 9  | 9 czerwca 2017                | ISBN 978-4-06-395953-6 |
| 10 | 6 października 2017           | ISBN 978-4-06-510239-8 |
| 11 | 9 listopada 2017              | ISBN 978-4-06-510629-7 |
| 12 | 15 grudnia 2017               | ISBN 978-4-06-510583-2 |

## Anime
Na podstawie mangi sudio Diomedéa wyprodukowało telewizyjny serial anime. Za reżyserię odpowiadali Keizō Kusakawa i Shingo Tamaki, za scenariusz Takashi Aoshima, za projekty postaci zaś Masakazu Ishikawa. Odcinki trwały 15 minut. Seria była emitowana od 4 lipca do 19 września 2017 w stacjach Tokyo MX, Sun TV i BS11. Motywem otwierającym jest „Zenryoku☆Summer!” (jap. 全力☆Summer!) w wykonaniu Angeli. Utwór został wydany 5 lipca 2017 jako singiel. Motywem kończącym jest zaś „Odore! Kyūkyoku tetsugaku” (jap. 踊れ!きゅーきょく哲学) autorstwa Sumire Uesaki. Prawa do streamingu serii nabył Crunchyroll.

### Lista odcinków
| №  | Tytuł                                                                                       | Premiera         |
| -- | ------------------------------------------------------------------------------------------- | ---------------- |
| 1  | She’s Here! Aho Girl! Kitazo! Aho gāru (来たぞ！アホガール)                                 | 4 lipca 2017     |
| 2  | Aho Girl Multiplies! Fueru! Aho gāru (増える！アホガール)                                   | 11 lipca 2017    |
| 3  | Security in Senior Citizenship! Aho Girl! Rōgo mo anshin! Aho gāru (老後も安心！アホガール) | 18 lipca 2017    |
| 4  | Charge! Aho Girl! Totsunyū! Aho gāru (突入！アホガール)                                     | 25 lipca 2017    |
| 5  | Summertime! Aho Girl! Natsu da! Aho gāru (夏だ！アホガール)                                 | 1 sierpnia 2017  |
| 6  | A Hot Summer! Aho Girl! Atsui natsu da! Aho gāru (暑い夏だ！アホガール)                     | 8 sierpnia 2017  |
| 7  | The Gal! Aho Girl! Gyaru ga! Aho gāru (ギャルが！アホガール)                                | 15 sierpnia 2017 |
| 8  | Like an Angel! Aho Girl! Tenshi no yōna! Aho gāru (天使のような！アホガール)                | 22 sierpnia 2017 |
| 9  | Festival! Aho Girl! Fesutibau! Aho gāru (フェスティバゥ！アホガール)                        | 29 sierpnia 2017 |
| 10 | Drive! Aho Girl! Doraibu! Aho gāru (ドライブ！アホガール)                                   | 5 września 2017  |
| 11 | Final Battle! Decisive Blow! Aho Girl! Kessen! Hissatsu! Aho gāru (決戦！必殺！アホガール)  | 12 września 2017 |
| 12 | Meeting... And! Aho Girl! Deai... soshite! Aho gāru (出会い…そして！アホガール)             | 19 września 2017 |